# 862 هـ
862 هـ هي سنة في التقويم الهجري امتدت مقابلةً في التقويم الميلادي بين سنتي 1457 و1458.

## مواليد
- الحسن بن عز الدين